# Jaroslavas Citavičius
Jaroslavas Citavičius (* 9. Märzjul. / 22. März 1907greg.; † 2. März 1972) war ein litauischer Fußballspieler.

## Karriere
Jaroslavas Citavičius spielte in seiner Vereinskarriere von 1926 bis 1933 bei Kovas Kaunas. Mit der Mannschaft gewann er in seinem ersten Jahr 1926 sowie in seinem letzten 1933 die Litauische Fußballmeisterschaft.
Im August 1926 debütierte der Stürmer in der Litauischen Fußballnationalmannschaft gegen Lettland in Kaunas. In seinem dritten Länderspiel gegen Estland während des Baltic Cup 1930 gelang ihm sein erstes Tor. 1931, 1932 und 1933 nahm er mit der Nationalmannschaft drei weitere Male am Baltic Cup teil. 1930 und 1933 gewann Litauen das Turnier.
Zwischen 1926 und 1933 absolvierte Citavičius 26 Länderspiele und erzielte dabei acht Tore für Litauen.